# فيرجيل بوبا
فيرجيل بوبا (بالإسبانية: Virgil Popa)‏ هو موزع إسباني، ولد في 8 أكتوبر 1975 في رومانيا.